# Alexander Braunsperger
Alexander Braunsperger (Eggenfelden, 12 aprile 1995) è un giocatore di football americano tedesco che gioca come runningback per i Munich Ravens.